# Leo Murphy Drona
Leo Murphy Drona SDB (* 18. Oktober 1941 in Pangil) ist ein philippinischer Ordensgeistlicher und emeritierter römisch-katholischer Bischof von San Pablo.

## Leben
Leo Murphy Drona trat in die Ordensgemeinschaft der Salesianer Don Boscos ein und empfing am 22. Dezember 1967 das Sakrament der Priesterweihe.
Am 10. Juni 1987 ernannte ihn Papst Johannes Paul II. zum Bischof von San Jose. Der Apostolische Nuntius auf den Philippinen, Erzbischof Bruno Torpigliani, spendete ihm am 25. Juli desselben Jahres die Bischofsweihe; Mitkonsekratoren waren der Weihbischof in Manila, Gabriel Villaruz Reyes, und der Bischof von San Pablo, Pedro Bantigue y Natividad. Am 14. Mai 2004 ernannte ihn Johannes Paul II. zum Bischof von San Pablo.
Papst Benedikt XVI. nahm am 25. Januar 2013 sein Rücktrittsgesuch an.